# Eumerus richteri
Eumerus richteri är en tvåvingeart som beskrevs av Stackelberg 1960. Eumerus richteri ingår i släktet månblomflugor, och familjen blomflugor. Inga underarter finns listade i Catalogue of Life.